# De zachtmoedige
De zachtmoedige (Russisch: Кроткая, Krotkaja) is een kort verhaal geschreven door Fjodor Dostojevski, dat in 1876 voor het eerst verscheen. Het verhaal heeft als ondertitel "een fantastisch verhaal". Deze voerde de auteur niet op om de inhoud aan te kondigen als zou deze onwaarachtig of onrealistisch zijn, maar als vingerwijzing naar de onmogelijkheid dat er een publiek of stenograaf aanwezig zou zijn geweest waaraan wij de overlevering van de inhoud te danken hebben. Zelf vergeleek hij deze kunstgreep met Victor Hugo’s De laatste dag van een ter dood veroordeelde.

## Verhaal
Het verhaal begint post rem: een vrouw ligt dood op tafel en de protagonist, verward, probeert achteraf te verklaren waarom het gebeurde gebeurd is. Hij zoekt ‘de waarheid’, probeert voor zichzelf het verhaal in volgorde te krijgen. Al zes uren rumineert hij, teneinde via temporele samenhang tot causale samenhang te komen en zodoende voor zichzelf (want de lezer zal, op zijn zachtst gezegd, twijfelen aan het resultaat dat de narcistische protagonist bereikt) de ware toedracht verklaard en de schuldvraag beantwoord te hebben.
Hij begint zijn verhaal met uit te leggen dat hij pandjesbaas is. Een pandjesbaas zoals elke andere: streng en alleen goud en zilver aannemend. Een meisje van nog net geen zestien jaar oud kwam sinds kort spullen bij hem belenen om de advertenties, waarin zij op zoek was naar een baan als gouvernante, die zij in een krant plaatste, te kunnen bekostigen. In het begin behandelde hij haar gelijk ieder ander. Echter kreeg hij na verloop van tijd een aantal ‘speciale gedachten’ over haar. Ten eerste onderscheidde zij zich van andere klanten doordat zij nooit om meer vroeg, wanneer de pandjesbaas haar een bedrag noemde. Ten tweede onderscheidde zij zich door de spullen (soms zelfs vodden) die zij naar hem bracht. De spullen toonden steeds erger de armoedige situatie aan waarin zij zich bevond en ‘speciaal voor haar’ nam hij er toch enkele aan. Hem waren er ‘zekere gedachten over haar gaan gisten’ en om haar op de proef te stellen wegens ‘een plan’ vernederde hij haar door zich op te stellen als haar genadige redder die alle macht over haar had.
Op slinkse wijze informeerde hij achter haar en kwam hij te weten hoe penibel haar situatie was. Met de verschrikkingen die hij te weten kwam, voelde hij zich nog meer haar edele redder in nood en bedacht zelfs dat hij haar ‘wel geweldig moest bevallen’. Klungelig deed hij haar nu een huwelijksaanzoek. Hierbij hemelde hij haar op en sprak geen woord over het feit dat hij zichzelf als redder zag. Na lang wachten gaf zij pas ‘ja’ ten antwoord.
Het begin van het huwelijk kenmerkte zich door het haar willen onderwijzen van zijn regels en opvattingen. Daarnaast vertelde hij haar geen persoonlijke historiën, want ‘zij zou hem zelf moeten doorgronden’. Zij kreeg enige taken in de beleenbank, maar al snel vond hij dat zij van alles verkeerd deed. De keren dat zij zich affectief naar hem opstelde, hem bijvoorbeeld omhelsde, dan reageerde hij kil en apathisch. De ruzies slopen al snel het huwelijk in. Hij was van mening dat zij te jong was om dingen te begrijpen en dat hij zijn zinnen en manieren dus wel door moest drijven, juist ook voor haar welzijn. In de zaak bracht zij liefde binnen; zij behandelde de klanten menslievender en gaf meer geld voor hun spullen. Toen hij dit bemerkte, verbood hij haar nog in de zaak te komen.
Geen liefde bij hem kwijt kunnend, alsmede niet in de zaak, liep zij van huis weg. Tegen de avond kwam ze echter weer terug. Hij had al eerder geconcludeerd dat zij sinds hun huwelijk nergens anders meer heen kon, wat hem beviel. Nu ging zij iedere dag weg van huis. Dit terwijl meneer een afspraak met haar had dat zij in het huwelijk nooit ergens heen zou gaan zonder hem. Hij kocht haar tante om, zodat deze het hem direct zou melden wanneer zij erachter kwam waar zijn vrouw overdag uithing. Zij bleek afspraken te maken met ene luitenant Jefimowitsj, die hem van vroeger kende en die hij niet mocht. Thuis begon zij nu vragen te stellen over de verhalen die zij buiten de deur over haar man hoorde vertellen. Hij beaamde de beschamende geschiedenissen, doch voegde eraan toe dat dit verleden geen schande was voor hem maar hem juist eer aandeed. De verteller ging de hieropvolgende avond de twee afluisteren en hoorde hoe de luitenant zijn vrouw de liefde verklaarde, waar zij vervolgens slechts om lachte. Hij kwam tevoorschijn en nam haar mee terug naar huis. Thuis sliepen zij voor de eerste keer sinds zij getrouwd waren, niet samen. In die nacht maakte hij mee hoe zijn vrouw een pistool tegen zijn slaap drukte, maar de trekker niet overhaalde en weer wegliep. De volgende dag kocht hij een apart bed voor haar en een ijlkoorts zorgde ervoor dat zij deze meteen zes weken niet kon verlaten.
In beide personen voltrok zich nu langzaam een verandering. Het was winter en de man begon op zijn werk een aantal keer meer geld te geven voor panden dan hij normaal zou doen. Een enkele keer gaf hij zelfs geld weg zonder onderpand. Zijn strengheid zwakte af. En ook voor zijn zieke vrouw betaalde hij dure doktersvisites, ook toen zij al niet meer bedlegerig was. Het advies van de arts om zijn vrouw een tijd naar de zon te sturen om te kuren nam hij ter harte en hij maakte plannen om de zaak te verkopen en met haar op reis te gaan.
In haar voltrok een andere (tegengestelde) verandering. Zij kreeg hysterische buien en zenuwtrekjes. Als reactie op een liefdesuiting van hem, kreeg zij op haar gezicht een blik van ‘strenge verwondering’. Als hij nu wel over zijn persoonlijke geschiedenissen wilde vertellen, wilde nu zij deze niet meer horen. Zelfs voelde zij zich volkomen schuldig voor alles wat fout gelopen was tussen de twee en noemde zichzelf een ‘misdadigster’, zei dat ze hem vanaf nu in zijn grootsheid vereren zou.
Op een dag komt de verteller thuis. Hij heeft zojuist paspoorten voor hemzelf en zijn vrouw gehaald, opdat zij op vakantie kunnen vertrekken. Hij vindt haar bij een open raam. Zij heeft een heiligenbeeld in de armen en werpt zich, deze vastklemmend, naar beneden. Van buiten lijkt zij niet beschadigd, maar een handjevol bloed is uit haar mond gekomen en zij is dood.
De man blijft achter, haar de volledige schuld gevend van haar dood en zich egocentrisch afvragend wat ‘er nu van hem moet worden’ wanneer morgen ook het lijk er niet meer is.

## Verfilmingen
Dostojevski's verhaal werd in 1969 verfilmd door Robert Bresson onder de titel Une femme douce. In 1989 gebruikte Mani Kaul het als basis voor zijn film Nazar.